# همچون در یک آینه
هم‌چون در یک آینه (به سوئدی: Såsom i en spegel) نام یک فیلم درام سوئدی به کارگردانی اینگمار برگمان است. این فیلم محصول سال ۱۹۶۱ است.

## داستان فیلم
«کارین» (آندرسون)، دختر روان‌پریشی که به تازگی از آسایشگاه روانی مرخص شده، تابستان را در جزیره دورافتاده‌ای در بالتیک می‌گذراند. همراهان «کارین» عبارتند از: پدرش، «دیوید» (بیورنستراند)، نویسنده‌ای که به بیماری دخترش بیشتر از نظر موضوعی برای کارش توجه دارد تا از نظر عاطفی؛ شوهرش، «مارتین» (فون‌سیدو)، که اگرچه خودش پزشک است اما هیچ کمکی به همسرش، نمی‌تواند بکند؛ برادرش، «مینوس» (پاسگارد)، نوجوانی هفده‌ساله که آرام آرام در حال کشف جسم خویش است. «کارین» تصور می‌کند صداهایی را از پشت کاغذهای دیواری می‌شوند که می‌گویند پروردگار به زودی با او صحبت خواهد کرد و مایه رستگاری‌اش می‌شوند که می‌گویند پروردگار به زودی با او صحبت خواهد کرد و مایه رستگاری‌اش را فراهم خواهد آورد. اما روزی «کارین» دفتر خاطرات پدرش را می‌خواند و درمی‌یابد که بیماری‌اش درمان ناپذیر است…

## دربارهٔ فیلم
نخستین فیلم از سه‌گانه پرآوازه برگمان (دومی: نور زمستانی، ۱۹۶۳ و سومی: سکوت، ۱۹۶۳) که خود، آنان را آثار مجلسی خوانده‌است: «هر سه فیلم این سه‌گانه، در کنار یکدیگر، به اهمیت رابطه‌های انسانی و احساساتی که می‌توانند نسبت به هم داشته باشند می‌پردازد و برخلاف آنچه گروهی از منتقدان گفته‌اند در آن‌ها بحث بر وجود خدا نیست، بلکه یک چیز مطرح است و آن معجزه محبت است. اکثر قهرمانان این سه‌گانه مرده‌اند. آنان نمی‌دانند چطور دوست بدارند و چطور از خودشان احساسات نشان بدهند. فقط تنها هستند، در خودشان فرورفته‌اند و به کسی دسترسی ندارند.»